# Sentinel (carro armato)
Il progetto Sentinel AC1 era un avanzato carro armato incrociatore di progettazione in larga parte australiana che venne armato inizialmente con un cannone da 40 mm e infine addirittura con il 76,2 mm '17 libbre'.
Era un progetto rimarchevole, ma non entrò mai in servizio bellico, anche perché l'invasione giapponese dell'Australia non ebbe luogo.